# 尼比翁诺
尼比翁诺（義大利語：Nibionno），是意大利莱科省的一个市镇。总面积3.6平方公里，人口3628人，人口密度1007.8人/平方公里（2009年）。国家统计（ISTAT）代码为097056。